# WDC 65816
WDC 65816 je 16-bitni mikroprocesor kompanije Western Design Center, a ujedno i generacijski nasljednik MOS 6502 mikroprocesora.

## Povijest
Nezadovoljan stanjem u kompaniji Commodore International koja je odbila mogućnost gradnje 16 bitne verzije mikroprocesora MOS 6502 Bill Mensch je napušta i sa svojom sestrom osniva Western Design Center te kontaktira Apple Computer i Atari. Kako je dobio pozitivan odgovor od Applea počeo je raditi na svom mikroprocesoru 1982. godine. Godinu, dvije nakon početka dizajniranja mikroproceosr WDC 65816 je spreman za tržište.

## Uporaba
Kao što je tražio Apple Computer WDC 65816 je bio potpuno kompaktibilan s MOS 6502, a istovremeno je bio 16-bitni tako da je mogao koristiti 16 MB memorije i raditi na 20 Mhz što nikada niti približno nije bilo korišteno u popularnim kompjuterima.
- Acorn Communicator iz 1985. je koristio verziju na 2 MHz
- Apple IIGS iz 1986. je koristio verziju na 1 ili 2.8 MHz
- C-One iz 2002.
- SNES (Super Nintendo Entertainment System) iz 1990. je koristio verziju na 3.56 MHz

Iako je Commodore International imao pravo na uporabu WDC 65816 u pola cene licence on je to svaki put odbio što dovodi do potpune nekompaktibilnosti popularnog kompjutera Commodore 64 i Amige 500 i na kraju propasti korporacije. S druge strane nezavisni proizvođači su izgradili SuperCPU karticu koja je nadograđivala Commodore 64 s 1 Mhz na 20 MHz i s 64 KB na 16 MB.
Početkom 21. stoljeća Western Design Center će izbaciti na tržište 32-bitnu verziju ovog mikroprocesora koja će se zvati W65T32 Terbium

## Vanjske poveznice
- Informacije o 65816 na WDC internet stranicama
- Tehnički podaci o W65C816S u PDF formatu
- Programerska uputrstva s 6502 na 65816
- 65816/65C816 Tehnički podaci